# Turów (gromada w powiecie radzyńskim)
Turów – dawna gromada, czyli najmniejsza jednostka podziału terytorialnego Polskiej Rzeczypospolitej Ludowej w latach 1954–1972.
Gromady, z gromadzkimi radami narodowymi (GRN) jako organami władzy najniższego stopnia na wsi, funkcjonowały od reformy reorganizującej administrację wiejską przeprowadzonej jesienią 1954 do momentu ich zniesienia z dniem 1 stycznia 1973, tym samym wypierając organizację gminną w latach 1954–1972.
Gromadę Turów z siedzibą GRN w Turowie utworzono – jako jedną z 8759 gromad na obszarze Polski – w powiecie radzyńskim w woj. lubelskim na mocy uchwały nr 15 WRN w Lublinie z dnia 5 października 1954. W skład jednostki weszły obszary dotychczasowych gromad Zosinowo, Żakowola Radzyńska i Żakowola Stara ze zniesionej gminy Kąkolewnica oraz obszar dotychczasowej gromady Turów ze zniesionej gminy Szóstka w tymże powiecie. Dla gromady ustalono 18 członków gromadzkiej rady narodowej.
1 stycznia 1962 gromadę zniesiono, włączając jej obszar do gromad Kąkolewnica Wschodnia (wsie Żakowola Radzyńska i Żakowola Stara, osadę leśną Żakowola oraz wieś Zosinowo) i Białka (wieś i kolonię Turów, osadę leśną Mokre, osadę leśną Płudy, osadę leśną Turów oraz stację kolejową i tartak Bedlno) w tymże powiecie.